# Diocesi di Gerona

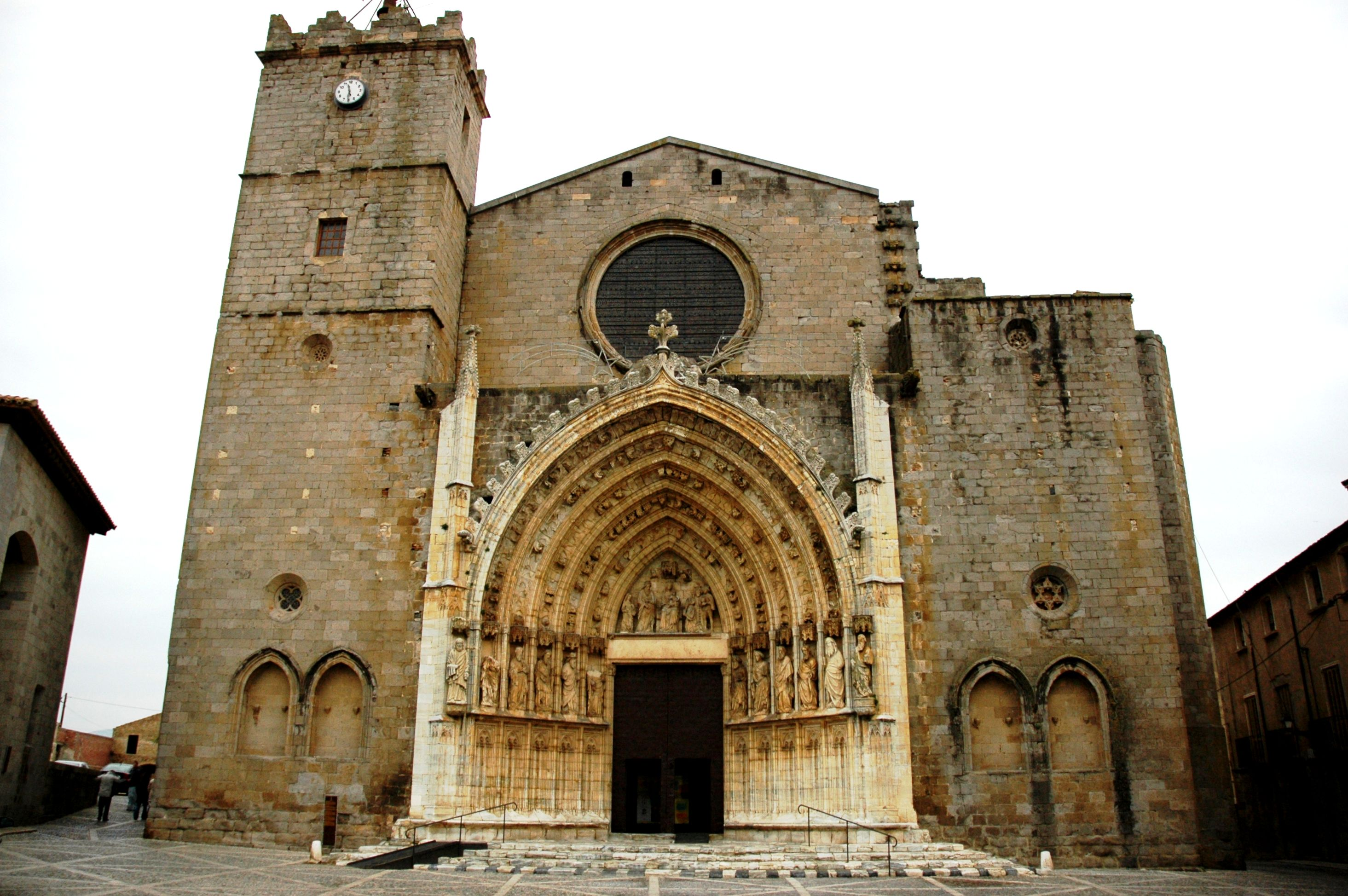
La basilica minore di Santa Maria a Castellón de Ampurias.

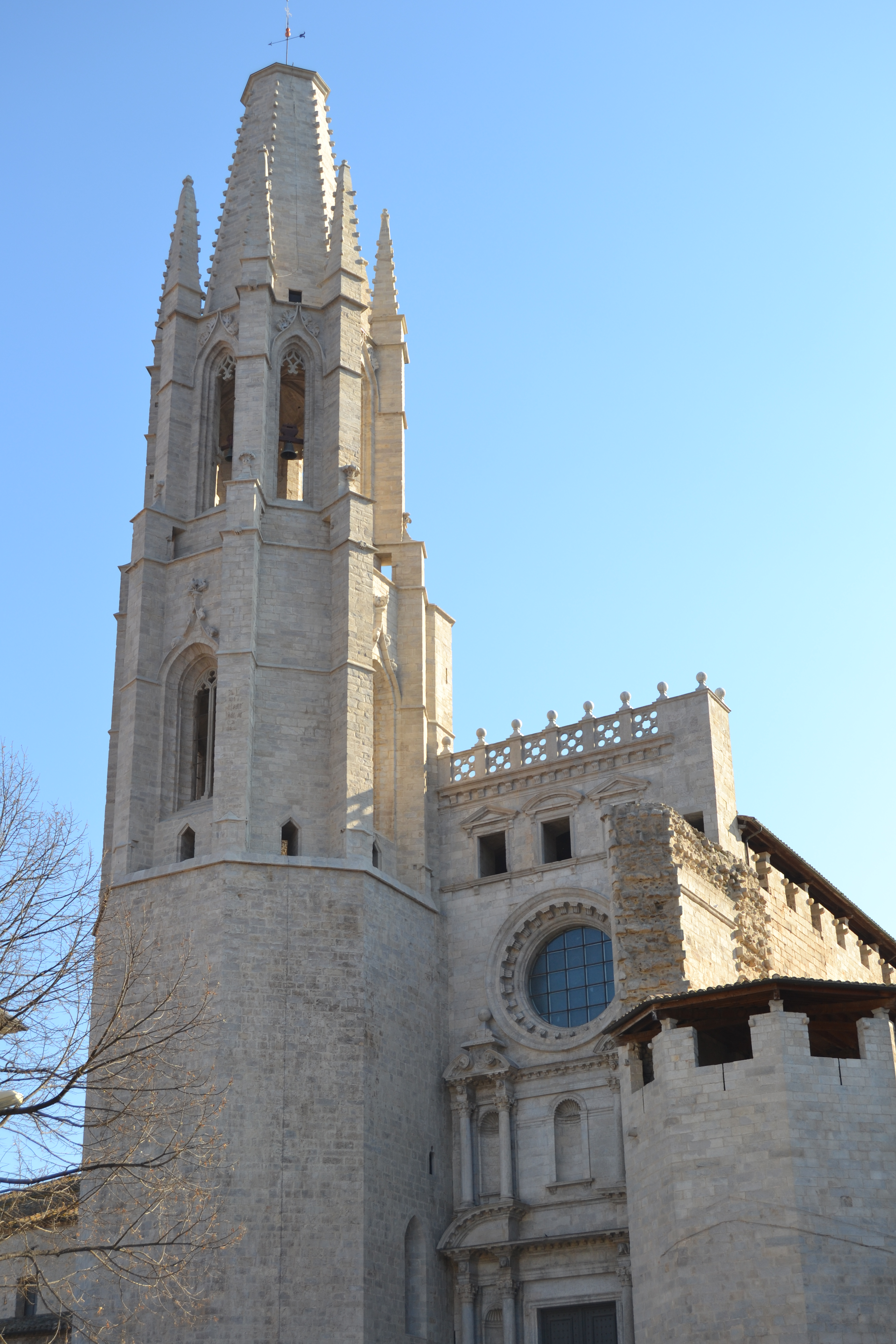
La basilica minore di San Felice a Gerona.

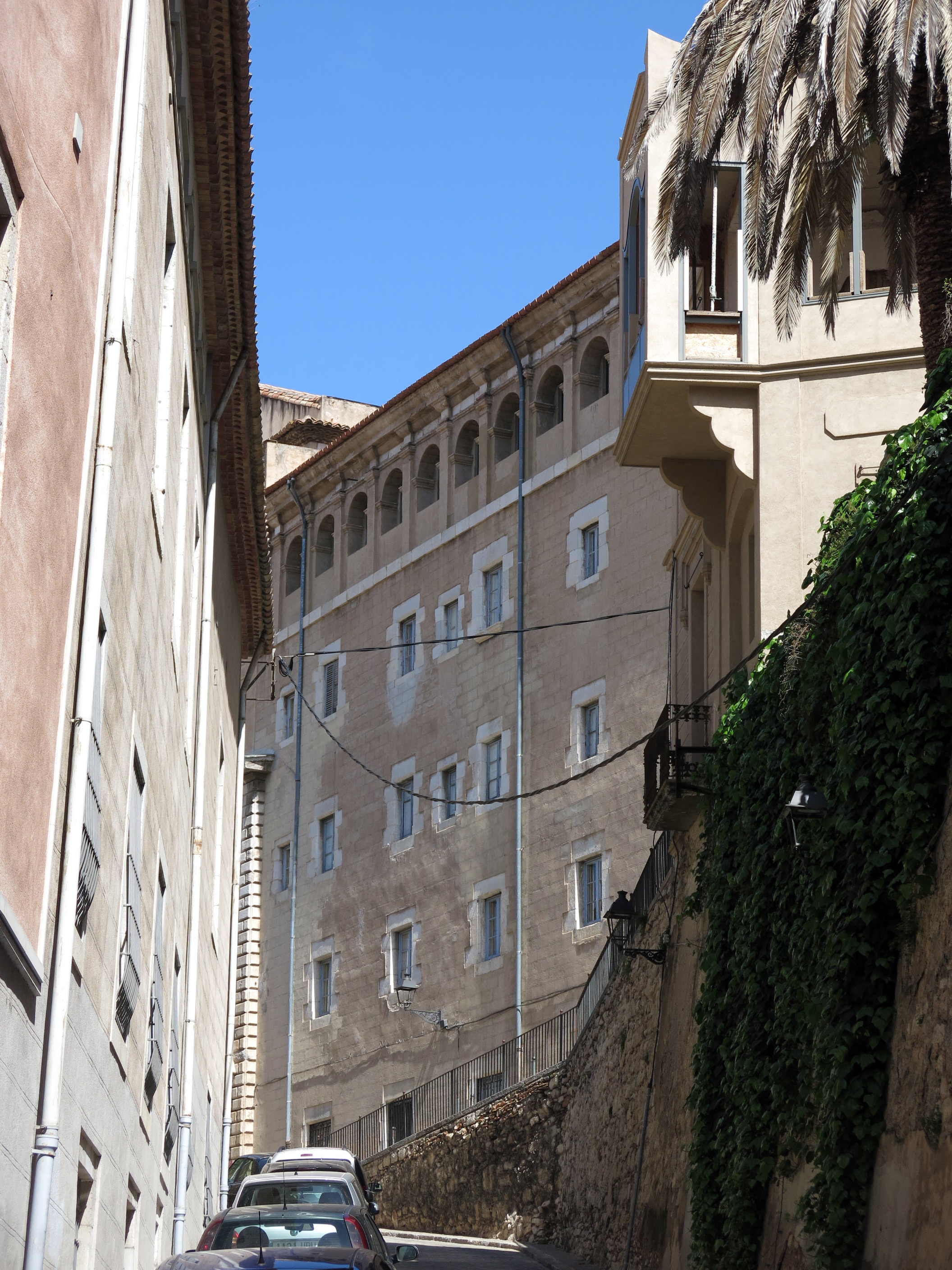
Il seminario diocesano di Gerona.

La diocesi di Gerona (in latino Dioecesis Gerundensis) è una sede della Chiesa cattolica in Spagna suffraganea dell'arcidiocesi di Tarragona. Nel 2021 contava 687.000 battezzati su 881.061 abitanti. È retta dal vescovo Octavi Vilà Mayo, O.Cist.

## Territorio
La diocesi comprende parte della provincia di Gerona nell'estremo nord-est della Spagna, al confine con la Francia.
Sede vescovile è la città di Gerona, dove si trova la cattedrale dell'Assunzione di Maria Vergine. Nel territorio sorgono anche due basiliche minori: la basilica di San Felice a Gerona, e la basilica di Santa Maria a Castellón de Ampurias.
Il territorio si estende su 4.660 km² ed è suddiviso in 4 zone pastorali, divise a loro volta in 12 arcipresbiterati, che sono finalmente divisi in 393 parrocchie.

## Storia
Incerte sono le origini della diocesi di Gerona, che fin dagli inizi faceva parte della provincia ecclesiastica di Tarragona. La prima menzione storicamente documentata della diocesi s'incontra in una lettera di papa Innocenzo I, scritta fra gli anni 404 e 409, nella quale il papa condanna la consacrazione di un vescovo di Gerona, di cui non è fatto il nome, da parte di Minicius, vescovo della Tarraconense, per non aver rispettato le regole canoniche vigenti al quel tempo, ossia che spettasse solo al metropolita consacrare i nuovi vescovi.
La presenza cristiana a Gerona si fa risalire alla fine del III secolo e l'agiografia menziona due vescovi vissuti agli inizi del IV secolo, i santi Ponzio e Narciso.
L'8 giugno 517 Gerona fu sede di un concilio a cui presero parte 7 vescovi della provincia ecclesiastica di Tarragona: Giovanni di Tarragona, Frontiniano di Gerona, Paolo di Empúries, Agripio (o Agrizio) di Barcellona, Cinidio di Ausona, Nebridio di Egara e Oronzo di Lerida. Il concilio promulgò 11 canoni, che riguardavano la liturgia, il battesimo e la disciplina del clero.
In epoca visigotica la cattedrale era la chiesa di San Felice, martire africano morto a Gerona e che è uno dei principali santi venerati nella diocesi.
Nell'VIII secolo, a causa dell'invasione araba, Gerona fu occupata dal 713 al 785 e per questo periodo non si conosce nulla della diocesi. In seguito alle conquiste di Carlo Magno e di Ludovico il Pio la diocesi entrò nell'orbita carolingia ed entrò a far parte della provincia ecclesiastica di Narbona. È in questo periodo che l'antica diocesi di Empúries fu soppressa e il suo territorio annesso a quello di Gerona.
Nel 1017 Gerona cedette una parte del suo territorio per l'erezione della diocesi di Besalú, la cui esistenza fu effimera; già nel 1020 fu soppressa e il suo territorio ritornò a Gerona.
Dall'XI secolo è documentata la suddivisione della diocesi in arcidiaconati; precedentemente, già dal IX secolo gli arcidiaconi erano collaboratori del vescovo, senza però una documentata suddivisione territoriale della diocesi.
L'antica cattedrale, trasformata in moschea dagli arabi, fu ricostruita in stile romanico e consacrata il 1038. Questa chiesa fu nuovamente trasformata in stile gotico nel corso del XIV secolo. Nel XII secolo il vescovo Guillermo de Peratallada (1161-1168) iniziò la costruzione del palazzo episcopale.
Con una bolla del 6 novembre 1097, papa Urbano II ristabilì la sede metropolitana di Tarragona, di cui Gerona era una delle suffraganee. Ma a causa dell'opposizione dei metropoliti di Narbona l'applicazione di questa disposizione non fu facile; ancora nel 1117, il concilio provinciale celebrato a Gerona, era presieduto dal metropolita di Narbona Richard de Millau, legato pontificio e amministratore di Tarragona, in quel momento sede vacante. Solo successivamente gli arcivescovi di Tarragona poterono esercitare effettivamente i loro diritti metropolitici sui vescovati di Aragona e Catalogna.
Fino al 1292 l'elezione del vescovo era riservata al capitolo, che sceglieva il vescovo fra i suoi canonici. A partire da quell'anno si registra il primo intervento pontificio, a cui in seguito si aggiungeranno gli interventi del re d'Aragona. Nel 1457 i canonici eleggeranno il vescovo per l'ultima volta. Questi interventi esterni alla diocesi avranno per conseguenza la nomina di vescovi assenti per lunghi periodi dalla loro sede nei secoli dal XIV al XVI. Era comunque un problema comune a tutte le diocesi fino al Concilio di Trento, che impose ai vescovi l'effettiva residenza nella propria sede.
Il seminario diocesano fu fondato nel 1573 e fu uno dei primi istituiti in Spagna, allo scopo di fermare le idee calviniste che provenivano dalla Francia; fu confermato nel 1599. Dopo la soppressione dei Compagnia di Gesù, il loro antico convento divenne sede del seminario.
Nel 1835 i tradizionali arcidiaconati sono stati aboliti ed è stata istituita la divisione in arcipresbiterati.
Nell'Ottocento i dati statistici della diocesi mostrano un alto numero di sacerdoti diocesani, ben oltre la media nazionale. Alla fine degli anni 1860 a Gerona c'era un prete ogni 110 abitanti; nella località di Baño c'erano 16 preti per 5.000 abitanti.
Il 6 giugno 1957, facendo seguito al concordato del 1953 che stabiliva di far coincidere i limiti delle diocesi con quelli delle province civili, la diocesi perse 6 parrocchie, 5 cedute alla diocesi di Vic (Camprodon, Setcases, Vinalonga, Llanas, Molió e Tragura) e 1 alla diocesi di Barcellona (Arenys de Mar); e contestualmente acquisì da Barcellona la parrocchia di Riells de Montseny.
Il 10 aprile 1992 la diocesi adotta ufficialmente la denominazione Girona, in lingua catalana, al posto della precedente denominazione Gerona, in lingua castigliana.

## Cronotassi dei vescovi
Si omettono i periodi di sede vacante non superiori ai 2 anni o non storicamente accertati:
- San Ponzio † (304)
- San Narciso † (307)
- Anonimo † (inizio V secolo)
- Frontiniano † (prima del 516 - dopo il 517)
- Stabilio † (prima del 540 - dopo il 546)
- Alicio † (menzionato nel 589)
- Giovanni di Biclaro † (prima del 592 - circa 621 deceduto)
- San Nonito † (621 - dopo il 633)
- Talo † (menzionato nel 653)
- Amador † (menzionato nel 673)
- Jaime † (menzionato nel 683)
- Sabarico † (menzionato nel 688)
- Gilimiro † (menzionato nel 693)
- Ataulfo † (778 - 788)
- Walarico † (816 - 817)
- Nifrido † (menzionato nell'818)
- Guimer † (menzionato nell'834)
- Gotmar I † (841 - 850)
- Elías † (IX secolo)
- Sunifredo † (858)
- Teotario † (870 - 886 deceduto)
- Servus Dei † (888 - 906 deceduto)
- Bigón † (907 - 936)
- Seniofredo † (944)
- Gotmar II † (944 - 954)
- Arnulfo † (8 settembre 954 - 17 aprile 970 deceduto)
- Miró † (970 - 984)
- Gotmar III † (985 - 993)
- Otón † (995 - 1010)
- Pedro Roger † (1010 - 1050)
- Berengario Goffredo † (1050 - 1093)
- Bernardo Humberto † (1094 - 9 settembre 1111 deceduto)
- Ramón † (1112 - 1114)
- Berenguer Dalmacio † (1114 - 1146)
- Berenguer de Llers † (1147 - 1160)
- Guillermo de Peratallada † (1161 - 1168)
- Guillermo de Monells † (1168 - 1178)
- Ramón de Usall † (1179 - 1196)
- Gaufrido de Mendiniano † (1196 - 18 giugno 1198 deceduto)
- Arnaldo de Creixell † (1199 - 14 maggio 1214 deceduto)
- Ramón de Palafolls † (1214 - 2 agosto 1218 deceduto)
- Alamando de Aiguaviva † (1219 - 15 dicembre 1227 deceduto)
- Guillermo de Cabanellas † (1227 - 24 novembre 1245 deceduto)
- Berenguer de Castellbisbal, O.P. † (1245 - 6 febbraio 1254 deceduto)
- Pedro de Castellnou † (1254 - 20 febbraio 1279 deceduto)
- Bernardo de Vilacert † (1279 - 8 maggio 1291 deceduto)
- Bernardo de Vilamarí † (19 gennaio 1292 - 30 gennaio 1312 deceduto)
- Guillermo de Vilamarí † (10 maggio 1312 - 26 settembre 1318 deceduto)
- Pedro de Rocabertí † (14 ottobre 1318 - 19 dicembre 1324 deceduto)
- Pedro de Urrea † (10 maggio 1325 - 5 dicembre 1328 nominato vescovo di Huesca)
- Gastón de Montcada † (5 dicembre 1328 - 12 agosto 1334 deceduto)
- Gilberto de Cruilles † (12 ottobre 1334 - 12 giugno 1335 deceduto)
- Arnaldo de Montrodó † (dicembre 1335 - 21 novembre 1348 deceduto)
- Berenguer de Cruïlles † (3 dicembre 1348 - 26 luglio 1362 deceduto)
- Iñigo de Vallterra † (26 agosto 1362 - 3 marzo 1369 nominato vescovo di Segorbe)
- Jaime de Trilla † (3 marzo 1369 - 30 marzo 1374 deceduto)
- Bertrán de Montrodó † (26 aprile 1374 - 3 ottobre 1384 deceduto)
- Berenguer de Anglesola † (14 dicembre 1384 - 23 agosto 1408 deceduto)
- Francisco de Blanes † (24 settembre 1408 - 19 dicembre 1408 nominato vescovo di Barcellona)
- Ramón de Castellar † (19 dicembre 1408 - 5 maggio 1415 deceduto)
- Dalmacio de Mur † (15 novembre 1415 - 17 gennaio 1419 nominato arcivescovo di Tarragona)
- Gonzalo de Santa María † (17 gennaio 1419 - 7 giugno 1419 nominato vescovo di Astorga)
- Andrés de Bertrán † (7 giugno 1419 - 18 aprile 1431 nominato vescovo di Barcellona)
  - Juan Casanova † (8 agosto 1431 - 1º marzo 1436 deceduto) (amministratore apostolico)
- Bernardo de Pau † (21 maggio 1436 - 26 marzo 1457 deceduto)
  - Rodrigo de Borja † (1457 - 30 giugno 1458 dimesso, poi eletto papa con il nome di Alessandro VI) (amministratore apostolico)
- Cosme de Montserrat † (30 giugno 1458 - 15 ottobre 1459 nominato vescovo di Vic)
- Jaime de Cardona † (15 ottobre 1459 - 23 settembre 1461 nominato vescovo di Urgell)
- Juan Margarit i Pau † (23 settembre 1461 - 21 novembre 1484 deceduto)
- Berenguer de Pau † (9 febbraio 1485 - 5 novembre 1506 deceduto)
- Juan de Espés † (19 febbraio 1507 - 1508 dimesso)
- Guillermo Raimundo Boil, O.S.H. † (28 luglio 1508 - 28 novembre 1532 deceduto)
- Juan de Margarit II † (8 giugno 1534 - 21 ottobre 1554 deceduto)
- Gonzalo Arias Gallego † (13 aprile 1556 - 22 agosto 1565 nominato vescovo di Cartagena)
- Pedro Carlos, O.S.Iacobi † (22 agosto 1565 - 1º giugno 1572 deceduto)
- Benito Tocco, O.S.B. † (5 settembre 1572 - 11 maggio 1583 nominato vescovo di Lérida)
- Jaime Casador † (12 dicembre 1583 - 19 maggio 1597 deceduto)
- Francisco Arévalo de Zuaco † (3 aprile 1598 - 10 gennaio 1611 deceduto)
- Onofre Reart † (19 dicembre 1611 - 1620 dimesso)
- Pedro Moncada † (14 dicembre 1620 - 29 dicembre 1621 deceduto)
- Francisco Senjust, O.S.B. † (24 agosto 1622 - 10 marzo 1627 deceduto)
- García Gil Manrique † (30 agosto 1627 - 28 novembre 1633 nominato vescovo di Barcellona)
- Gregorio Parcero de Castro, O.S.B. † (19 dicembre 1633 - 29 novembre 1655 nominato vescovo di Tortosa)
- Bernardo de Cardona † (24 luglio 1656 - 13 dicembre 1658 deceduto)
- Francisco Pijoan † (10 novembre 1659 - ? deceduto)
- José Fageda, O.S.H. † (21 giugno 1660 - 21 luglio 1664 nominato vescovo di Tortosa)
- José Ninot y Bardera † (24 novembre 1664 - 11 giugno 1668 nominato vescovo di Lérida)
- Francisco Don † (3 settembre 1668 - 15 aprile 1673 deceduto)
- Alonso de Balsameda, O.E.S.A.  † (25 settembre 1673 - 4 settembre 1679 nominato vescovo di Zamora)
- Severo Tomás y Auter, O.P. † (13 novembre 1679 - 18 marzo 1686 nominato vescovo di Tortosa)
- Miguel Pontich † (29 aprile 1686 - 26 gennaio 1699 deceduto)
- Miguel Juan de Taverner y Rubí † (5 ottobre 1699 - 16 dicembre 1720 nominato arcivescovo di Tarragona)
- José Taberner (Taverner) Dárdena † (16 dicembre 1720 - 16 gennaio 1726 deceduto)
- Pedro Copóns Copóns † (11 settembre 1726 - 15 dicembre 1728 nominato arcivescovo di Tarragona)
- Baltasar Bastero Lladó † (15 dicembre 1728 - 2 marzo 1745 dimesso)
- Lorenzo Taranco Mujaurrieta † (8 marzo 1745 - 3 febbraio 1756 deceduto)
- Manuel Antonio Palmero Rallo † (19 luglio 1756 - 7 maggio 1774 deceduto)
- Tomás de Lorenzana y Butrón † (13 marzo 1775 - 21 gennaio 1796 deceduto)
- Santiago Pérez Arenillas † (27 giugno 1796 - 17 ottobre 1797 deceduto)
- Juan Agapito Ramírez Arellano † (28 agosto 1798 - 21 dicembre 1810 deceduto)
  - Sede vacante (1810-1815)
- Pedro Valero † (15 marzo 1815 - 21 agosto 1815 deceduto)
- Antonio Allué Sesse † (14 aprile 1817 - 25 luglio 1818 dimesso)
- Juan Miguel Pérez González † (4 giugno 1819 - 7 dicembre 1824 deceduto)
- Dionisio Castaño Bermúdez † (27 giugno 1825 - 24 aprile 1834 deceduto)
  - Sede vacante (1834-1847)
- Florencio Llorente Montón † (17 dicembre 1847 - 17 gennaio 1862 deceduto)
- Constantino Bonet Zanuy † (21 maggio 1862 - 17 settembre 1875 nominato arcivescovo di Tarragona)
- Isidoro Valls y Pascual † (23 settembre 1875 - 11 settembre 1877 deceduto)
- Tomás Sivilla y Gener † (31 dicembre 1877 - 8 gennaio 1906 deceduto)
- Francisco de Pol y Baralt † (6 dicembre 1906 - 6 giugno 1914 deceduto)
- Francisco de Paula Mas y Oliver † (10 aprile 1915 - 16 aprile 1920 deceduto)
  - Sede vacante (1920-1922)
- Gabriel Llompart y Jaume Santandreu † (27 giugno 1922 - 30 aprile 1925 nominato vescovo di Maiorca)
- José Vila y Martínez † (14 dicembre 1925 - 1º settembre 1932 deceduto)
- José Cartaña Inglés † (29 dicembre 1933 - 31 luglio 1963 deceduto)
- Narciso Jubany Arnau † (7 febbraio 1964 - 3 dicembre 1971 nominato arcivescovo di Barcellona)
- Jaume Camprodon Rovira † (1º settembre 1973 - 30 ottobre 2001 ritirato)
- Carles Soler Perdigó † (30 ottobre 2001 - 16 luglio 2008 ritirato)
- Francisco Pardo Artigas † (16 luglio 2008 - 31 marzo 2022 deceduto)
- Octavi Vilà Mayo, O.Cist., dal 29 febbraio 2024

## Statistiche
La diocesi nel 2021 su una popolazione di 881.061 persone contava 687.000 battezzati, corrispondenti al 78,0% del totale.
| anno | popolazione | popolazione | popolazione | presbiteri | presbiteri | presbiteri | presbiteri                | diaconi | religiosi | religiosi | parrocchie |
| anno | battezzati  | totale      | %           | numero     | secolari   | regolari   | battezzati per presbitero | diaconi | uomini    | donne     | parrocchie |
| ---- | ----------- | ----------- | ----------- | ---------- | ---------- | ---------- | ------------------------- | ------- | --------- | --------- | ---------- |
| 1950 | 389.000     | 390.000     | 99,7        | 584        | 516        | 68         | 666                       |         | 98        | 1.392     | 385        |
| 1970 | 395.000     | 395.729     | 99,8        | 542        | 447        | 95         | 728                       |         | 181       | 1.231     | 378        |
| 1980 | 478.000     | 483.222     | 98,9        | 409        | 361        | 48         | 1.168                     |         | 121       | 991       | 385        |
| 1990 | 534.000     | 545.228     | 97,9        | 358        | 304        | 54         | 1.491                     |         | 124       | 796       | 403        |
| 1999 | 475.000     | 576.252     | 82,4        | 298        | 246        | 52         | 1.593                     |         | 116       | 791       | 403        |
| 2000 | 500.000     | 592.689     | 84,4        | 301        | 240        | 61         | 1.661                     |         | 109       | 791       | 403        |
| 2001 | 500.000     | 592.689     | 84,4        | 289        | 236        | 53         | 1.730                     |         | 112       | 730       | 403        |
| 2002 | 550.000     | 634.724     | 86,7        | 278        | 228        | 50         | 1.978                     |         | 97        | 705       | 403        |
| 2003 | 550.000     | 634.724     | 86,7        | 271        | 223        | 48         | 2.029                     |         | 96        | 731       | 403        |
| 2004 | 600.000     | 687.314     | 87,3        | 270        | 219        | 51         | 2.222                     |         | 90        | 654       | 403        |
| 2006 | 630.000     | 740.214     | 85,1        | 265        | 216        | 49         | 2.377                     |         | 89        | 642       | 403        |
| 2013 | 692.800     | 851.640     | 81,3        | 223        | 183        | 40         | 3.106                     | 7       | 70        | 525       | 395        |
| 2016 | 680.000     | 843.343     | 80,6        | 192        | 157        | 35         | 3.541                     | 9       | 59        | 451       | 395        |
| 2019 | 670.000     | 859.649     | 77,9        | 164        | 138        | 26         | 4.085                     | 11      | 51        | 388       | 394        |
| 2021 | 687.000     | 881.061     | 78,0        | 147        | 127        | 20         | 4.673                     | 13      | 48        | 321       | 393        |